# Mohammed Daoud Khan
Sardar Mohammed Daoud Khan ou Daud Khan (Cabul, 18 de julho de 1909 – Cabul, 28 de abril de 1978) foi um nobre e político afegão, que se tornou presidente após um golpe de Estado (1973-1978).

## Biografia
Educado como um militar na França e no Afeganistão, foi Governador-Geral em diferentes províncias e Comandante das Forças Centrais do Exército desde o início da II Guerra Mundial até pouco depois de terminado o conflito, quando chegou ao governo como ministro da Defesa (1946). A partir daí começou sua carreira política com o rei Mohammed Zahir Shah.
Foi ministro do Interior (1949-1950) e, finalmente, primeiro-ministro durante dez anos, de 1953 a 1963. Ajudou a impulsionar a política de modernização do rei em diferentes aspectos econômicos e sociais do país. No entanto, o período coincidiu com o ressurgimento de posições independentistas do Pashtunistão que lhe rendeu conflitos com o vizinho Paquistão e foi um dos desencadeadores do seu fim como primeiro-ministro após um ataque frustrado no norte do Paquistão.
Em julho de 1973, com o apoio da facção Parcham do Partido Democrático do Povo do Afeganistão deu um golpe e derrubou o rei, que na época era seu primo. Obteve algumas vantagens por parte da União Soviética, devido a sua condição política de esquerda, embora o seu modo de governo autoritário e populista teve que tentar aprofundar as políticas de liberalização econômica que acabaram resultando em fracasso.
A influência soviética foi observada no mandato, embora, por vezes apoiava o governo de Daud e em outras ocasiões organizações de esquerda mais radicais. Removeu do cenário político os militantes islâmicos, fundou seu próprio partido, o Partido Nacional Revolucionário, e ganhou o apoio do Irã e outras nações árabes, abandonando progressivamente os seus laços com a URSS.
Ele foi deposto e assassinado depois do golpe, liderado pelo Partido Democrático do Povo do Afeganistão (PDPA) apoiado pela União Soviética (Revolução de Saur), que derrubou seu governo em 27 de abril de 1978. Daoud Khan era conhecido por suas políticas progressistas, principalmente em relação aos direitos das mulheres, por iniciar dois planos de modernização de cinco anos.
Em 4 de dezembro de 2008 seu corpo foi encontrado após 30 anos de sua morte. Identificado pelas autoridades afegãs depois de seis meses de escavação em uma base militar nos arredores de Cabul.